# كود::بلوكس
كود::بلوكس (بالإنجليزية: Code::Blocks)‏ هو برنامج حر ومفتوح المصدر لكتابة الأكواد بلغة سي وسي بلس بلس؛ البرنامج مكتوب بلغة سي بلس بلس؛ يمكن استخدامه لكتابة الأكواد بعدة لغات أخرى مثل فورتران؛ كود::بلوكس يعمل على نظم التشغيل ويندوز وماك ولينكس؛ آخر إصدار من البرنامج هو 20.03.

## وصلات خارجية
- كود::بلوكس على موقع Open Hub (الإنجليزية)
- كود::بلوكس على موقع SourceForge (الإنجليزية)
- الموقع الرسمي